# Siphonolabrum fastigatum
Siphonolabrum fastigatum är en kräftdjursart som beskrevs av Seig 1986. Siphonolabrum fastigatum ingår i släktet Siphonolabrum, överfamiljen Paratanaoidea, ordningen tanaider, klassen storkräftor, fylumet leddjur och riket djur. Inga underarter finns listade i Catalogue of Life.